# Lee Millerová
Elizabeth „Lee“ Millerová, lady Penrose (nepřechýleně Miller; 23. dubna 1907 Poughkeepsie – 21. června 1977 Chiddingly) byla americká fotografka.
V roce 1927 se stala modelkou pro módní časopis Vogue, vycházející v New Yorku. Roku 1930 se přestěhovala do Paříže, kde se prosadila jako módní a výtvarná fotografka. Během druhé světové války působila jako uznávaná válečná korespondentka pro časopis Vogue, pro nějž informovala o událostech jako bombardování Londýna, osvobození Paříže a později o koncentračních táborech Buchenwald a Dachau.

## Životopis
Rodiči Elizabeth Millerové byli Theodore Miller a Florence Millerová (rozená MacDonaldová). Otec byl německého původu, matka měla předky kanadské, skotské a irské. Elizabeth měla dva bratry, Erika a Johna. Její otec ji měl v oblibě, učil ji fotografovat a také ji užíval jako model pro své amatérské fotografie. V osmi letech se během pobytu u rodinného přítele v Brooklynu stala obětí znásilnění a byla nakažena kapavkou.

### Modeling
Otec seznámil Lee i její bratry s fotografií v raném věku. Učil je techniku fotografie a Lee mu také stála modelem – v době jejího dospívání s ní pořídil také řadu stereoskopických aktů. V devatenácti letech se náhodně seznámila s vydavatelem časopisu Vogue Condé Montrose Nastem, což odstartovalo její kariéru modelky: objevila se na obálce vydání z 15. března 1927 v ilustraci George Lepapea. Po dva následující roky patřila k nejvyhledávanějším modelkám v New Yorku, fotografovali ji přední módní fotografové jako Edward Steichen, Arnold Genthe, Nickolas Muray či George Hoyningen-Huene. Steichenova fotografie Millerové použitá v reklamě na menstruační vložky Kotex však vyvolala skandál a prakticky její kariéru modelky ukončila.

### Fotografie
Roku 1929 odjela Millerová do Paříže s úmyslem učit se fotografii u surrealistického výtvarníka a fotografa Man Raye. Ten zpočátku odmítal, záhy se však Millerová stala jeho modelem a spolupracovnicí, a také jeho milenkou a múzou. Během pobytu v Paříži si otevřela vlastní fotografické studio a často přebírala Man Rayovy módní zakázky, aby se mohl soustředit na malování. Mnohé z fotografií z tohoto období, připisovaných Man Rayovi, zřejmě ve skutečnosti pořídila Millerová. Společně s ním znovuobjevila techniku solarizace, která pak hrála v jeho práci významnou roli. Byla také aktivní účastnicí surrealistického hnutí jako autorka vtipných kreseb. Přátelila se mj. s Pablem Picassem, Paulem Éluardem a Jeanem Cocteauem – jako probouzející se socha se také objevila v Cocteauově filmu Krev básníkova ( Le Sang d’un Poète, 1930).
Roku 1932 opustila Man Raye i Paříž, vrátila se do New Yorku a otevřela si tam studio portrétní a komerční fotografie. Její bratr Erik v něm pracoval jako laborant v temné komoře. Téhož roku se její práce objevila na výstavě Moderní evropská fotografie v newyorské galerii Juliena Levyho. V téže galerii jí Levy v roce 1933 uspořádal jedinou samostatnou výstavu za jejího života. Portrétovala například surrealistu Josepha Cornella, herečky Lilian Harveyovou a Gertrude Lawrenceovou nebo afroamerické herecké obsazení opery Virgila Thomsona a Gertrude Steinové Four Saints in Three Acts (1934).
Roku 1934 své studio opustila a vdala se za egyptského obchodníka Azize Eloui Beye. Ač v Egyptě nepracovala jako fotografka, snímky, které tam pořídila, jsou považovány za jedny z jejích nejpůsobivějších surrealistických prací. Roku 1937 ji však život v Káhiře začal nudit a Millerová se vrátila do Paříže, kde se seznámila s britským surrealistickým malířem a kurátorem Rolandem Penrosem, za nějž se o mnoho později provdala.
V roce 1937 strávila dovolenou v domě Pabla Picassa a Dory Maarové v Mougins, Alpes-Maritimes, společně s Paulem Éluardem, Nuschem, Rolandem Penrosem a Eileen Agarovou, kterou fotografovala.
Na výstavě se její fotografie znovu objevily až v roce 1955, kdy byly vystaveny na slavné výstavě Lidská rodina, jejímž kurátorem byl Edward Steichen, tehdy ředitel fotografického oddělení Muzea moderního umění (MOMA) v New Yorku.

### Druhá světová válka
Když začalo bombardování Londýna, žila Millerová s Rolandem Penrosem v tamní čtvrti Hampstead. Navzdory přemlouvání přátel a rodiny, aby se vrátila do Spojených států, se Millerová vydala na novou dráhu fotografické reportérky jako oficiální válečná fotografka časopisu Vogue, pro nějž dokumentovala londýnský Blitz. Od prosince 1942 byla akreditována u Armády USA jako válečná dopisovatelka pro Condé Nast Publications. Pro řadu témat vytvořila tým s americkým fotografem Davidem E. Schermanem, korespondentem časopisu Life. Necelý měsíc po Dni D se Millerová vydala do Francie a zdokumentovala první užití napalmu při obléhání St. Malo, a také osvobození Paříže, bitvu o Alsasko či hrůzy nacistických koncentračních táborů Buchenwald a Dachau. Ikonou partnerství Schermana a Millerové je Schermanova fotografie Millerové ve vaně Hitlerova bytu v Mnichově.
Millerová v poválečném období fotografovala také umírající děti ve vídeňské nemocnici, venkovský život v poválečném Maďarsku a posléze popravu bývalého maďarského premiéra László Bárdossyho. Později pokračovala další dva roky v práci pro Vogue, kde fotografovala módu a celebrity.

### Anglie
Když se vrátila ze střední Evropy do Británie, projevilo se u ní několik záchvatů deprese a stavu později známého jako posttraumatická stresová porucha. Hodně pila alkohol a pociťovala nejistotu z budoucnosti. V roce 1946 odcestovala s Rolandem Penrosem do USA a v Kalifornii navštívili také Man Raye. Když zjistila, že čeká s Penrosem svého jediného syna, rozvedla se s Beyem a 3. května 1947 se provdala za Penrose. Syn Antony Penrose se jim narodil v září 1947.
Roku 1949 si manželé zakoupili venkovský dům Farley Farm ve východním Sussexu. Ten v 50. a 60. letech hojně navštěvovali umělci jako Picasso, Man Ray, Henry Moore, Eileen Agar, Jean Dubuffet, Dorothea Tanningová či Max Ernst. Millerová sice nadále příležitostně fotografovala pro Vogue, ale stala se také úspěšnou kuchařkou a gourmetkou. Pořídila také fotografie pro životopisné knihy, které napsal Roland o Picassovi a Antoni Tàpiesovi. Vzpomínky na válečné zážitky, zejména ty z koncentračních táborů, ji však pronásledovaly stále a její stav se zhoršoval. Její deprese možná urychlil i dlouhodobý románek jejího manžela s artistkou Diane Deriazovou.
Ve 40. a 50. letech Millerovou vyšetřovala britská tajná služba MI5 kvůli podezření, že by mohla být sovětskou agentkou.

### Smrt
Lee Millerová zemřela na rakovinu ve věku 70 let doma ve Farley Farm House v Chiddingly ve Východním Sussexu.

## V kultuře
Podle života Lee Millerové byl natočen životopisný film Lee: Fotografka v první linii v režii Ellen Kuras. Lee Millerovou ztvárnila herečka Kate Winsletová.